# Oßlang
Oßlang ist eine Einöde der oberschwäbischen Gemeinde Kronburg im Landkreis Unterallgäu in Bayern.

## Geographie

### Geographische Lage
Die Einöde Oßlang befindet sich rund 2,5 Kilometer nordwestlich von Kronburg auf einer Höhe von rund 643 m ü. NN. Südlich der Gebäude verläuft der Füllenbach, ein rechter Nebenfluss der Iller.

## Geschichte
Der Ortsname Oßlang wurde als Aalang (1696), Aalslang (1688), Aaslang (1685 und 1691), Aslang (1685), Asslang (1695), Aßlang (1684), Haslang (1684) und Oßlang (1707) handschriftlich überliefert. Des Weiteren gab es auch die Schreibweise Oslang.
Oßlang gehörte zur Herrschaft und späteren Gemeinde Kronburg. Nach wie vor ist die Einöde landwirtschaftlich geprägt.

### Einwohnerentwicklung
Aufgrund der Einzellage variierte die Einwohnerzahl von Oßlang kaum:
| Datum | Einwohner |
| ----- | --------- |
| 1848  | 8         |
| 1875  | 6         |
| 1961  | 6         |
| 1987  | 5         |

## Religion
Oßlang gehört zur römisch-katholischen Pfarrei Illerbeuren.